# Putin khuilò!

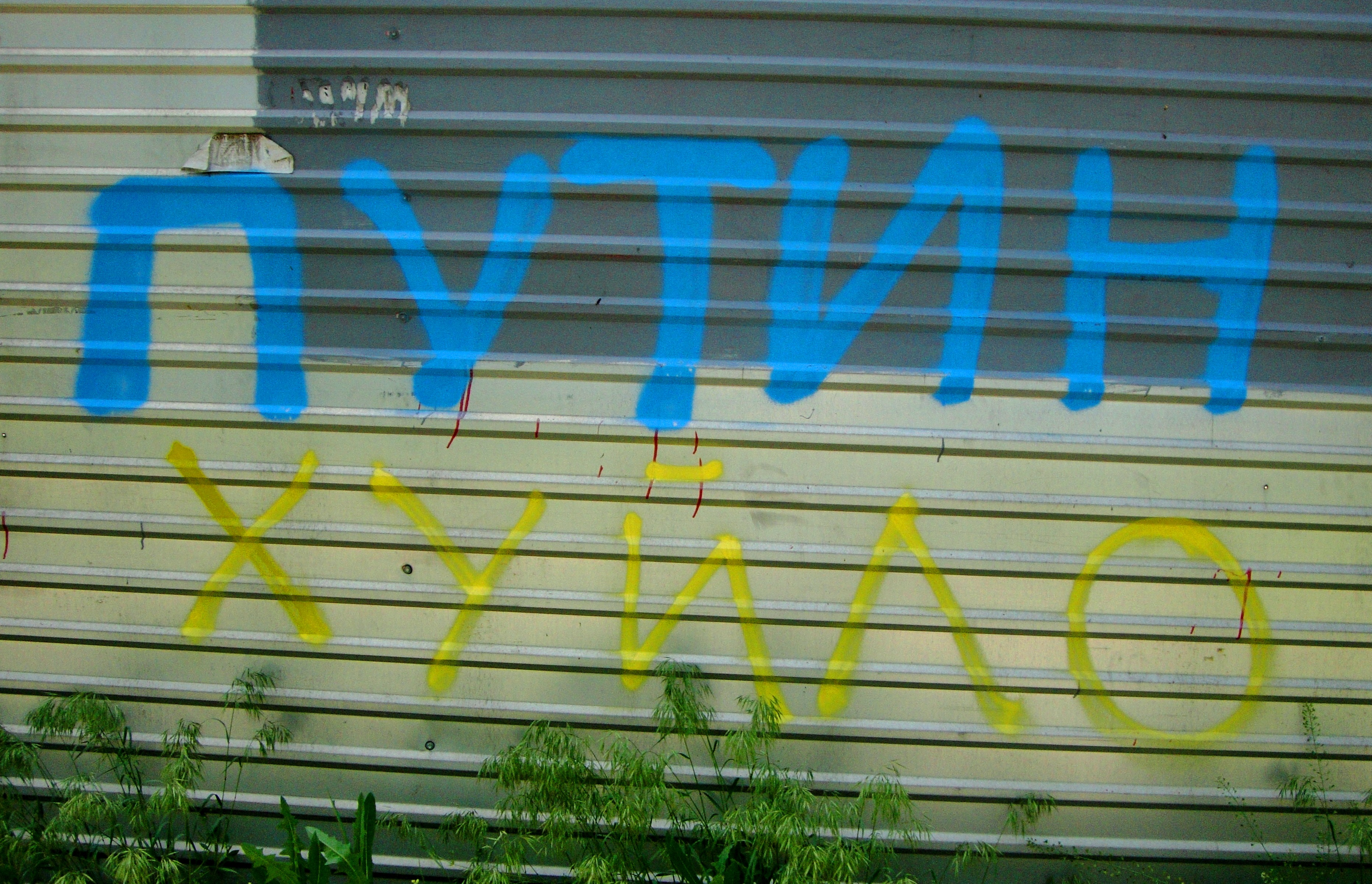
grafit

Putin khuilò! (ucraïnès: Путiн хуйло, "Putin és un piu!" o "Putin és un capoll!", "Putin és un carallot!") és una cançó ucraïnesa que es va fer popular entre els opositors del president rus, Vladímir Putin, després de la intervenció russa a Ucraïna el 2014.
En un principi, la cançó va ser adaptada pels aficionats al futbol, però més tard la cançó es va fer popular no només entre el poble ucraïnès, sinó també entre la gent d'altres països, particularment Mèxic, el Japó, els EUA, el Canadà, i Europa.
Durant l'atac a l'ambaixada russa a Kíev el juny del 2014, el diputat Oleh Liaixkò i l'aleshores Ministre de Relacions Exteriors Andrei Desxitsa es van acostar a la delegació diplomàtica per tal de calmar els ànims. El fet que uns dies abans els rebels russos haguessin abatut un avió que provocà la mort de les 46 persones que hi viatjaven, havia encès els ànims de la població ucraïnesa fins al punt d'atacar l'ambaixada. En un intent de calmar els ànims, però volent mostrar fermesa davant el conflicte, el mateix ministre va cantar amb la multitud Putin khuilò, fet que provocà les protestes del govern rus i la destitució del ministre.

## Galeria

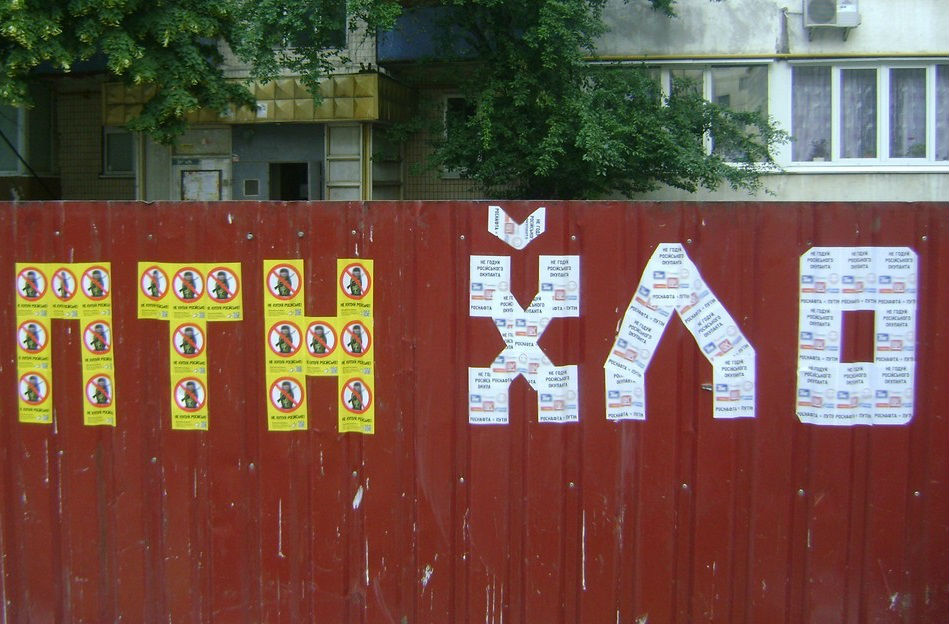
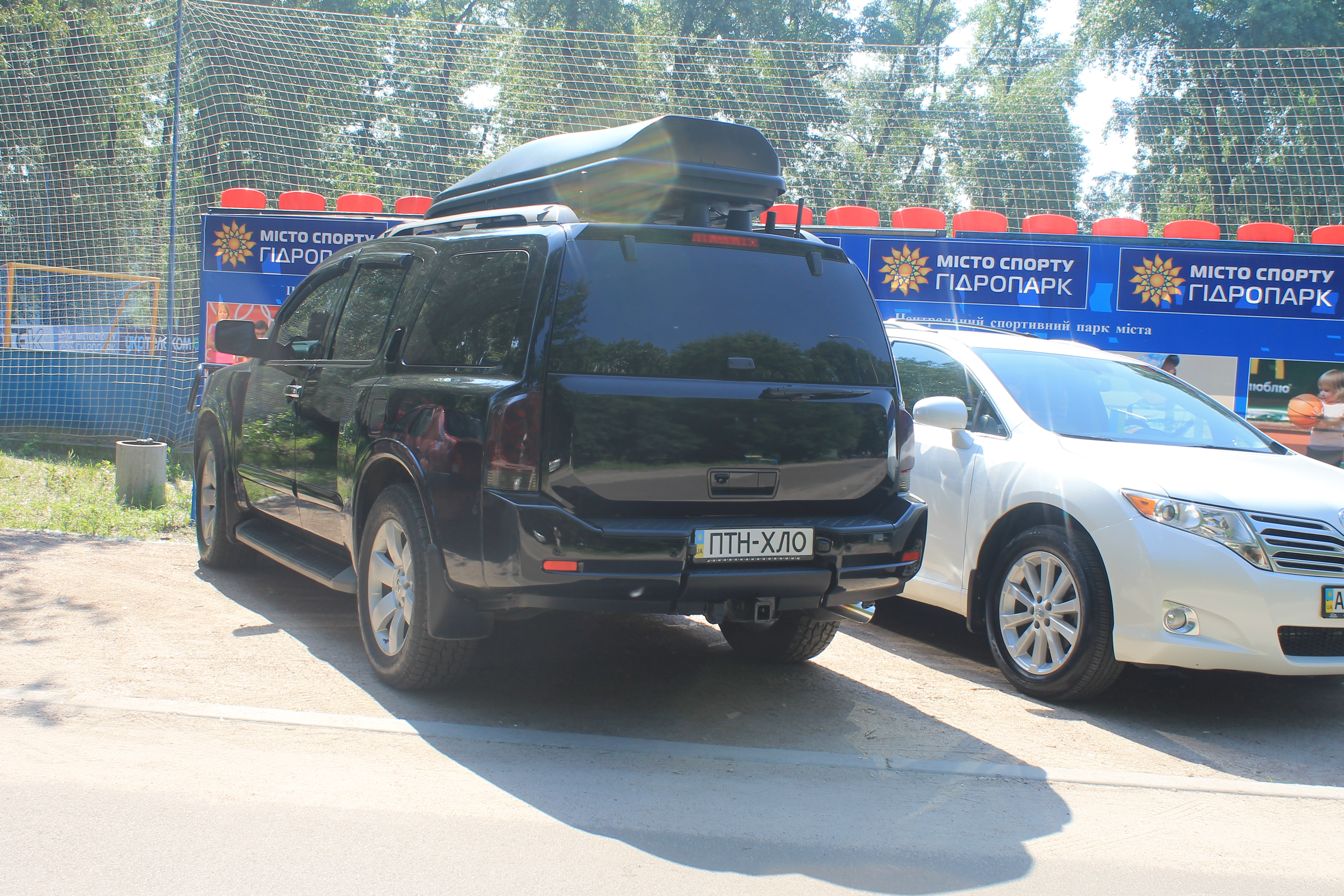
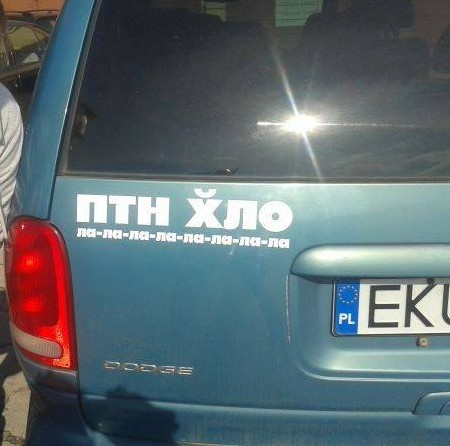
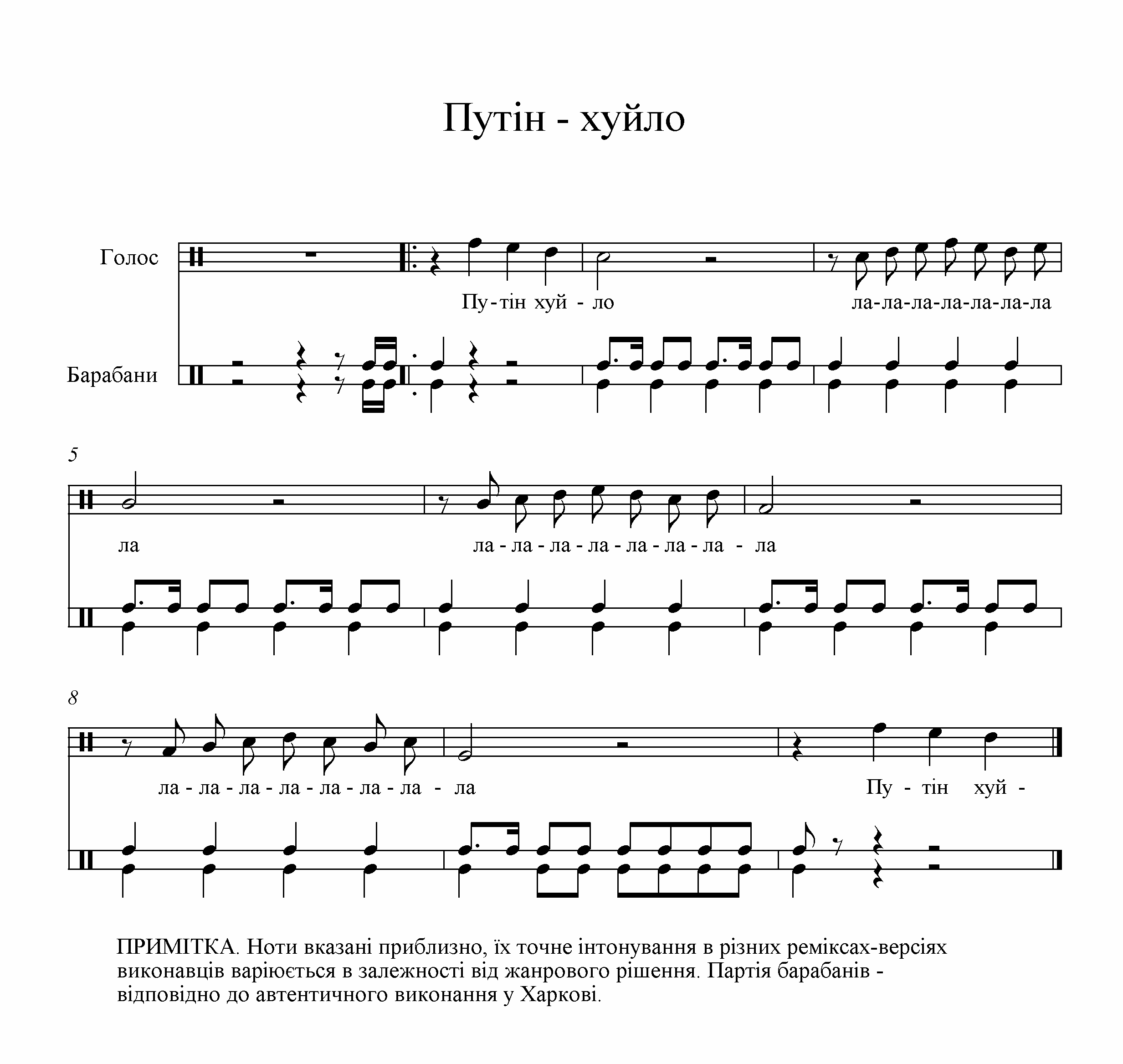
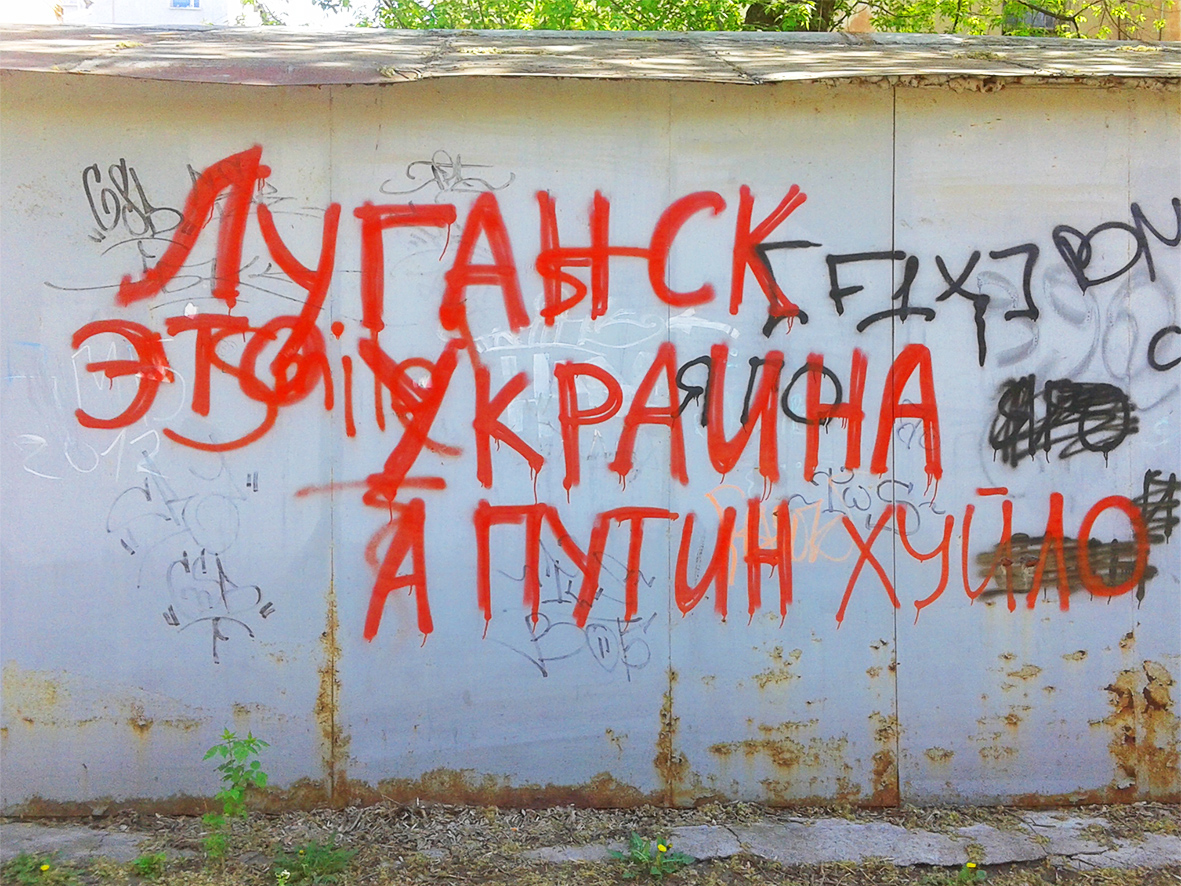
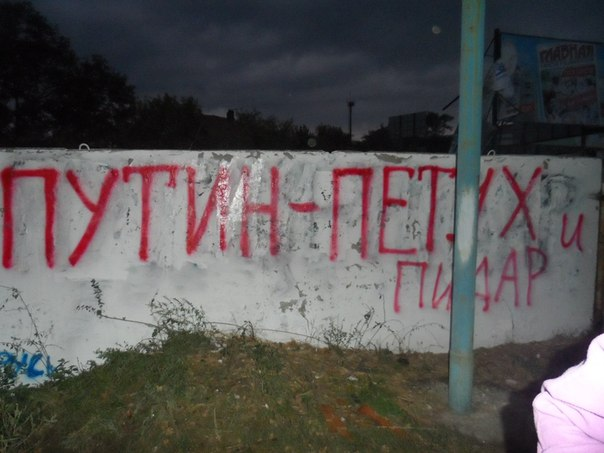